# یس، نورمن پروداکشنز
یس، نورمن پروداکشنز (انگلیسی: Yes, Norman Productions) یک شرکت تولید برنامه‌های تلویزیونی آمریکایی مستقر در بورلی هیلز ،کالیفرنیا است که در اکتبر ۲۰۱۷ توسط کیلی کوئوکو تاسیس شد. این شرکت به‌خاطر تولید سریال های خدمه پرواز و هارلی کوئین معروف است.